# Сент Симонс (Џорџија)
Сент Симонс (енгл. St. Simons) насељено је место без административног статуса у америчкој савезној држави Џорџија.

## Демографија
По попису из 2010. године број становника је 12.743, што је 638 (-4,8%) становника мање него 2000. године.
| Група             | 2000.          | 2010.          |
| Белци             | 12.426 (92,9%) | 11.889 (93,3%) |
| Афроамериканци    | 494 (3,7%)     | 352 (2,8%)     |
| Азијати           | 124 (0,9%)     | 124 (1,0%)     |
| Хиспаноамериканци | 253 (1,9%)     | 284 (2,2%)     |
| Укупно            | 13.381         | 12.743         |